# Джанибеков, Узбекали Джанибекович
Узбекали Жанибекович Джанибеков (каз. Өзбекәлі Жәнібек; 1931—1998) — советский казахстанский комсомольский, партийный и государственный деятель.

## Биография
Родился 28 августа 1931 года в ауле Сарыкамыс Отрарского района Южно-Казахстанской области. Происходит из рода жаманбай рода конырат.
В 1952 году окончил Казахский педагогический институт имени Абая. Три года проработал школьным учителем.
С 1955 года — на комсомольской работе. Работал инструктором Келесского райкома ЛКСМ Казахстана.
В 1955—1961 годах работал секретарём Чимкентского обкома ЛКСМ Казахстана.
С 1961 по 1970 года возглавлял комсомольскую организацию Казахстана.

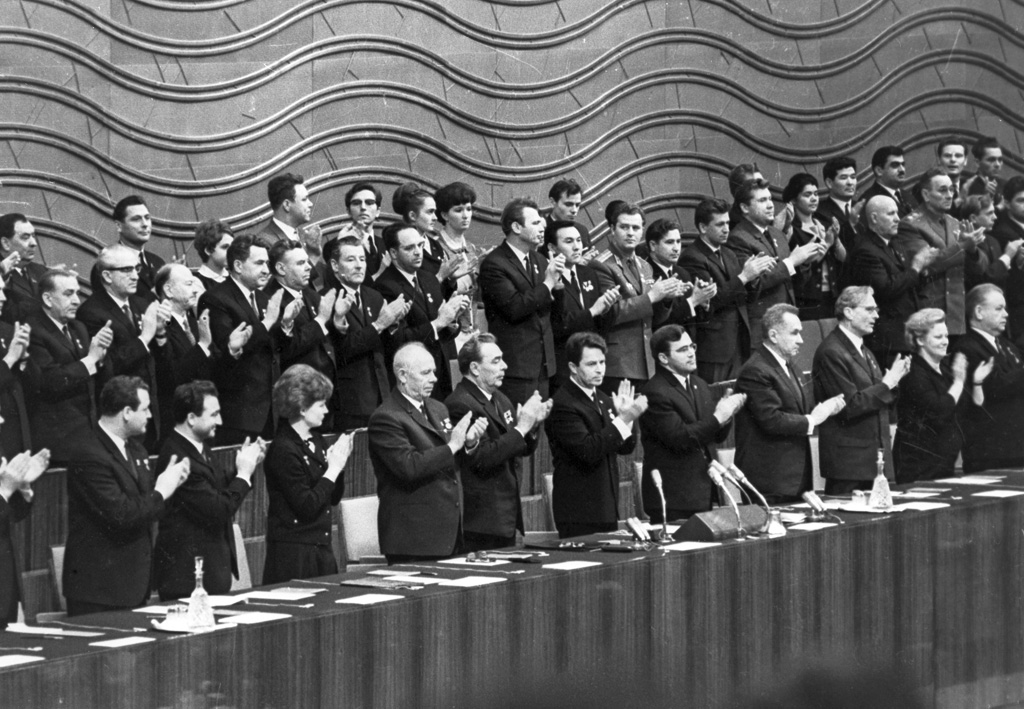
На третьем ряду (от направо до слева) – четвертый. На съезде ВЛКСМ, 1968 год, 25 октября.

В 1970-75 годах работал секретарём Тургайского областного комитета КП Казахстана. В Аркалыке по инициативе Джанибекова были открыты филармония, историко-этнографический музей, музыкально-драматический театр, педагогический институт. Способствовал созданию ансамблей национальных инструментов «Шертер» и «Адырна», ансамбля национальных танцев «Алтынай». Был организован музей Амангельды Иманова.
В 1975 году становится заведующим отдела по связям с зарубежными странами ЦК КП Казахстана.
С 1977 по 1984 год работал заместителем министра культуры Казахской ССР, а в 1987—1988 годы — был министром культуры республики.
В 1988—1991 годы работал секретарем ЦК Компартии Казахстана, курирующим идеологическую и культурную сферы. В 1988 годуУзбекали Джанибеков смог возродить старинный языческий праздник казахов — Наурыз-Мейрамы.
Узбекали Джанибеков поднял вопрос о реставрации таких памятников старины, как мавзолей Ходжа Ахмета Яссауи, памятники Отрара, Жаркентская мечеть, мавзолей Таджике, Ак-Уюк, мавзолей Карахана, мавзолей Айша-биби, мавзолей Бабаджа-хатун.
В начале 1990-х годов под руководством Узбекали Джанибекова было создано общество «Аркас», главной задачей которого было обеспечение сохранности и восстановление памятников истории и культуры на территории Казахстана.
При участии Узбекали Джанибекова были изданы произведения лидеров Алаш-Орды, запрещённых в СССР: Ахмета Байтурсынова, Магжана Жумабаева, Шакарима Кудайбердиева.
Избирался депутатом Верховного Совета Казахской ССР шести созывов.

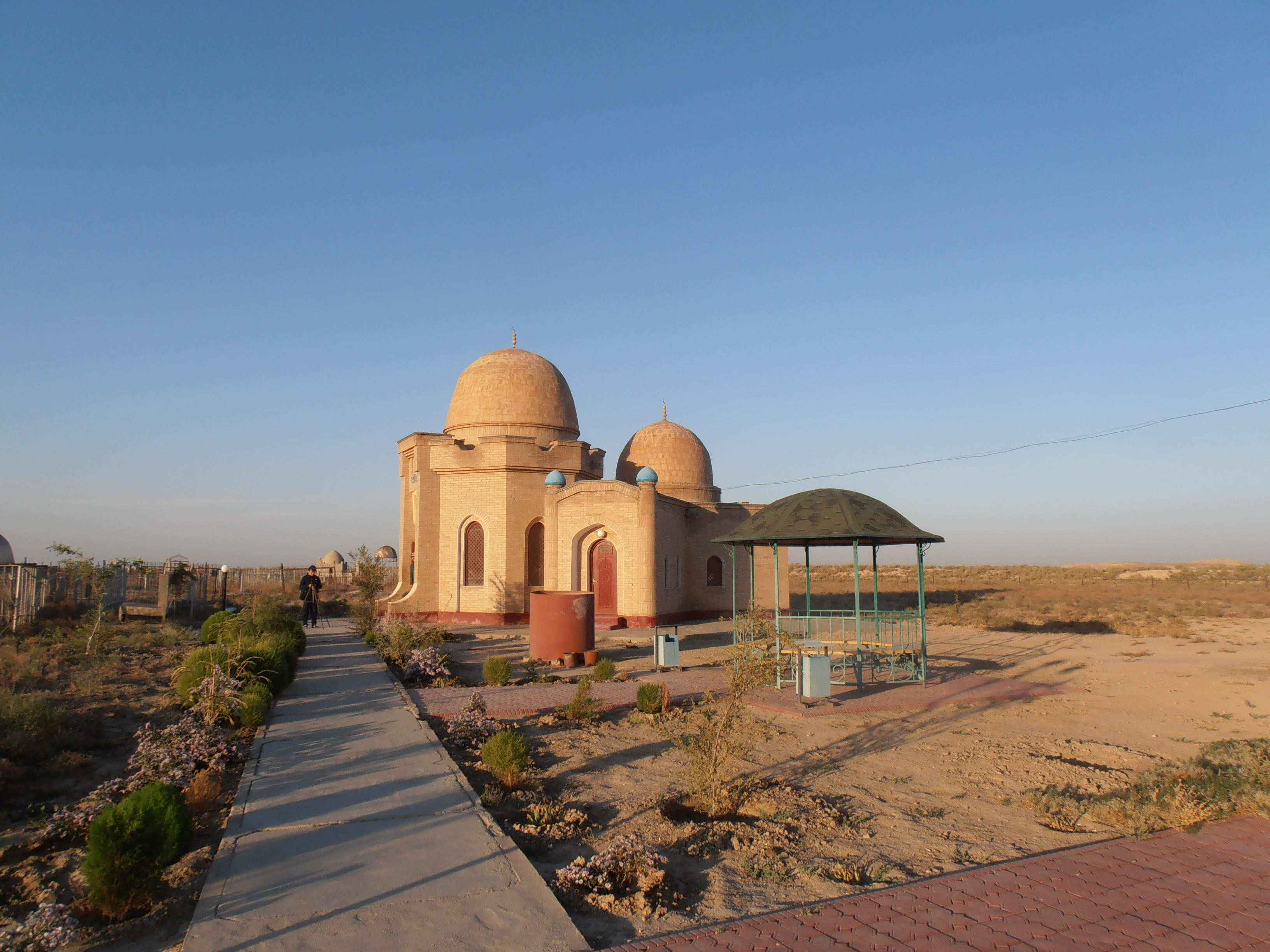
Маазолей Узбекали Жанибека в Туркестанской области, неподалеку от мавзолея Арыстан баба.

В 1990 году защитил диссертацию на соискание учёной степени кандидата исторических наук. Исследование на тему «Проблемы традиционного искусства казахов в историко-этнографическом аспекте» было выполнено в Новосибирском институте археологии и этнографии Сибирского отделения АН СССР.

## Награды
Трижды награждён орденом Красного Знамени и разными медалями.

## Увековечение памяти
С 2008 года одна из улиц Алма-Аты носит имя Узбекали Джанибекова.
С 2015 года одна из улиц Астаны носит имя Узбекали Джанибека и школа, С 2023 года педагогический университет ОКМПУ в городе Шымкент был переименован в его честь.